# Achillea erba
Achillea erba là một loài thực vật có hoa trong họ Cúc. Loài này được rotta mô tả khoa học đầu tiên.